# Letterine

Daniela Bello, una delle letterine più note e longeve di Passaparola.

Il termine letterine, nel gergo televisivo, designava le ragazze del cast di Passaparola, gioco-quiz preserale o prima serata di Canale 5, in onda dall'11 gennaio 1999 al 27 gennaio 2008. La letterina introduce i vari giochi e segmenti del programma esibendosi in balli in abiti succinti durante brevi stacchi musicali – chiamati "stacchetti" nel gergo televisivo.
Solo dall'edizione 2002-2003 le letterine hanno cominciato ad avere un ruolo nella conduzione a fianco di Gerry Scotti, mentre nell'ultima edizione sono venute meno le parti ballate.
Le letterine erano protagoniste di piccole coreografie (sotto la direzione prima del coreografo statunitense Brian Bullard, e poi della coreografa italiana Sonja Zacchetti per l'edizione 2004-2005), ma non si può attribuire loro l'appellativo di corpo di ballo. L'idea sviluppata dagli autori nella seconda serie, quando esplode il loro successo, era tentare di proporle come "fidanzate ideali" che conquistassero tanto il pubblico maschile con la loro avvenenza, quanto quello femminile con la loro simpatia e naturalezza. Degli stessi autori e la popolarità delle letterine andò oltre quella del già fortunato Passaparola.

## Origine del nome
L'uso già popolare prima del 1999 del termine "veline" riferito alle vallette del programma Striscia la notizia ha sicuramente orientato la scelta verso un termine che vi si richiamasse e al tempo stesso fosse legato allo spirito del programma. La scelta è caduta su letterine perché il quiz era basato su giochi di parole e sulle lettere dell'alfabeto.

## Fenomeno di costume
Il termine letterina – al pari di velina – si diffuse si noti che proprio a partire dal 2000 è un susseguirsi di nomignoli analoghi attribuiti a gruppi di ragazze che vengono inseriti nei cast di programmi di ogni genere, con l'evidente intento di ripetere il successo delle letterine: in tal senso, le schedine del programma Quelli che... il calcio di Simona Ventura sono la dimostrazione di una delle poche emulazioni riuscite. A differenza del telequiz L'eredità dove le ereditiere (in seguito denominate professoresse) hanno, seppur in maniera ridotta rispetto a Passaparola, scalfito l'immaginario collettivo. Celebre è il balletto de "La scossa". Mentre le letteronze dei programmi Mai dire... della Gialappa's Band sono un esempio di parodia altrettanto riuscito, laddove però la parodia si ferma al nome attribuito, perché la funzione delle ragazze in questione ricalca esattamente quella del gruppo originale. Al contrario Piero Chiambretti, in uno dei suoi programmi, ospitava in studio le letterate, ossia aspiranti showgirl con lauree in materia umanistica.
il ruolo di letterina è stato immaginato dalla giovane ragazza come un trampolino di lancio nel mondo dello spettacolo, in precedenza solo sfiorato con presenze sporadiche, pubblicità, concorsi di bellezza, sfilate, ecc.
Del fenomeno di costume nato attorno a letterine, veline e loro emulazioni, se ne sono occupati e se ne occupano analisti televisivi e sociologi che si sono interrogati sull'influenza di queste figure sul mondo adolescenziale. In particolare ci si preoccupava delle ragazze soprattutto nella fascia 14/19 anni, che – oltre a vestirsi come le loro eroine – sognavano di emularne il successo e la carriera nel piccolo schermo. Per alcune di loro è stata una vera e propria base di partenza per un successo poi affermatosi nel tempo e tuttora in corso: Ilary Blasi e Silvia Toffanin le più note, che hanno cominciato proprio da Passaparola la loro carriera televisiva.
I riflessi sul costume sono stati analizzati in particolare ne La repubblica delle veline di Candida Morvillo, ma anche nel film Ricordati di me di Gabriele Muccino, con scene girate proprio nello studio di Passaparola, adattato e camuffato per ospitarne una irriverente trasposizione cinematografica. Renzo Arbore aveva anticipato il tema a priori già nel 1987, con la satira delle ragazze coccodè ad Indietro tutta!
Come per il programma Passaparola, così per le letterine si è avuta una parabola di successo che ha avuto il suo apice nelle stagioni 1999-2000 (13 settembre 1999-29 luglio 2000), 2000-2001 (11 settembre 2000-4 agosto 2001) 2001-2002 (10 settembre 2001-15 giugno 2002) e 2002-2003 (9 settembre 2002-28 giugno 2003) cui sono seguite altre annate sempre meno fortunate fino all'ultima piuttosto spenta dallo stravolgimento dei giochi e dal ruolo ormai completamente modificato delle stesse letterine.
Durante le prime tre edizioni del programma, a capo del gruppo delle letterine vi era l'ex velina ed ex ragazza di Non è la Rai Alessia Mancini che, oltre ad esibirsi in stacchetti singoli e con le altre colleghe, unica con diritto di parola, affiancava il presentatore nella conduzione del programma. A partire dalla quarta edizione, con l'uscita dal cast della Mancini, tale ruolo verrà ricoperto, con rotazione giornaliera, da ciascuna delle sei letterine in carica.
Oltre alle letterine, nelle prime due edizioni erano presenti anche due ragazzi, i letterini Marco Floris e Stefano Pelagatti, che avevano il ruolo di segnapunti (Floris per la squadra blu e Pelagatti per la squadra rossa), mentre nella terza edizione tale compito è stato svolto dalle letterone Florina Miu (per la squadra rossa) e Iuliana Ierugan (per la squadra blu) chiamate così per via dell'altezza e delle forme più prorompenti rispetto alle altre ragazze; a partire dalla quarta edizione il ruolo di segnapunti è stato affidato anch'esso alle letterine.

## Letterine, letterini e letterone diPassaparola
| Edizione | Periodo                             | Periodo                             | Prima Letterina | Letterine        | Letterine        | Letterine          | Letterine             | Letterine           | Letterine           | Letterini/Letterone | Letterini/Letterone |
| -------- | ----------------------------------- | ----------------------------------- | --------------- | ---------------- | ---------------- | ------------------ | --------------------- | ------------------- | ------------------- | ------------------- | ------------------- |
| 1ª       | 11 gennaio - 31 luglio 1999         | 11 gennaio - 26 giugno 1999         | Alessia Mancini | Caterina Murino  | Elisa Triani     | Giulia Montanarini | Deborah Gallo         | Alessandra Epis     | Luisella Tuttavilla | Stefano Pelagatti   | Marco Floris        |
| 1ª       | 11 gennaio - 31 luglio 1999         | 28 giugno - 31 luglio 1999          | Alessia Mancini | Alessia Fabiani  | Elisa Triani     | Giulia Montanarini | Deborah Gallo         | Alessandra Epis     | Luisella Tuttavilla | Stefano Pelagatti   | Marco Floris        |
| 2ª       | 13 settembre 1999 - 29 luglio 2000  | 13 settembre 1999 - 29 luglio 2000  | Alessia Mancini | Alessia Fabiani  | Elisa Triani     | Daniela Bello      | Benedetta Massola     | Vincenza Cacace     | Kimberly Greene     | Stefano Pelagatti   | Marco Floris        |
| 3ª       | 11 settembre 2000 - 4 agosto 2001   | 11 settembre 2000 - 4 agosto 2001   | Alessia Mancini | Alessia Fabiani  | Silvia Toffanin  | Daniela Bello      | Benedetta Massola     | Vincenza Cacace     | Cristina Cellai     | Florina Miu         | Iuliana Ierugan     |
| 4ª       | 10 settembre 2001 - 15 giugno 2002  | 10 settembre 2001 - 15 giugno 2002  | -               | Alessia Fabiani  | Silvia Toffanin  | Daniela Bello      | Alessia Ventura       | Ilary Blasi         | Ludmilla Radčenko   | -                   | -                   |
| 5ª       | 9 settembre 2002 - 28 giugno 2003   | 9 settembre 2002 - 28 giugno 2003   | -               | Cosmanna Ardillo | Federica Villani | Francesca Lodo     | Alessia Ventura       | Ilary Blasi         | Morena Salvino      | -                   | -                   |
| 6ª       | 29 settembre 2003 - 5 giugno 2004   | 29 settembre 2003 - 5 giugno 2004   | -               | Caroline Eyrolle | Michela Coppa    | Chiara Cucconi     | Delia Degli Innocenti | Giulia Fogliani     | Vanessa Villafane   | -                   | -                   |
| 7ª       | 27 settembre - 25 dicembre 2004     | 27 settembre - 25 dicembre 2004     | -               | Caroline Eyrolle | Michela Coppa    | Chiara Cucconi     | Delia Degli Innocenti | Giulia Fogliani     | Vanessa Villafane   | -                   | -                   |
| 8ª       | 12 settembre 2005 - 7 gennaio 2006  | 12 settembre 2005 - 7 gennaio 2006  | -               | Caroline Eyrolle | Michela Coppa    | Isabella Uminska   | Sara Zanier           | Anna Gigli Molinari | Anna Gigli Molinari | -                   | -                   |
| 9ª       | 16 settembre 2007 - 27 gennaio 2008 | 16 settembre 2007 - 27 gennaio 2008 | -               | Elena Doronina   | Elena Doronina   | Bianca Sommaruga   | Bianca Sommaruga      | Anna Gigli Molinari | Anna Gigli Molinari | -                   | -                   |